# ماراکین، موزامبیک
ماراکین (به لاتین: Marracuene) یک منطقهٔ مسکونی در موزامبیک است که در Marracuene District واقع شده‌است.